# SanGimignano1300
SanGimignano1300 ist ein Geschichts- und Kunstmuseum in der Altstadt von San Gimignano. Das Museum wurde im Februar 2010 eingeweiht.

## Ausstellung
Das Museum erstreckt sich über eine Gesamtfläche von 800 m².
Die gründlich restaurierten Räumlichkeiten befinden sich in dem Gebäudekomplex, zu denen der ehemalige „Palazzo Gamucci“ (später Kloster der Schwestern der Heiligen Katarina) und der „Palazzo Ficarelli“ gehören. Die Ausstellung konzentriert sich auf die historischen und künstlerischen Aspekte der Stadt San Gimignano im Mittelalter.

## Museumsrundgang

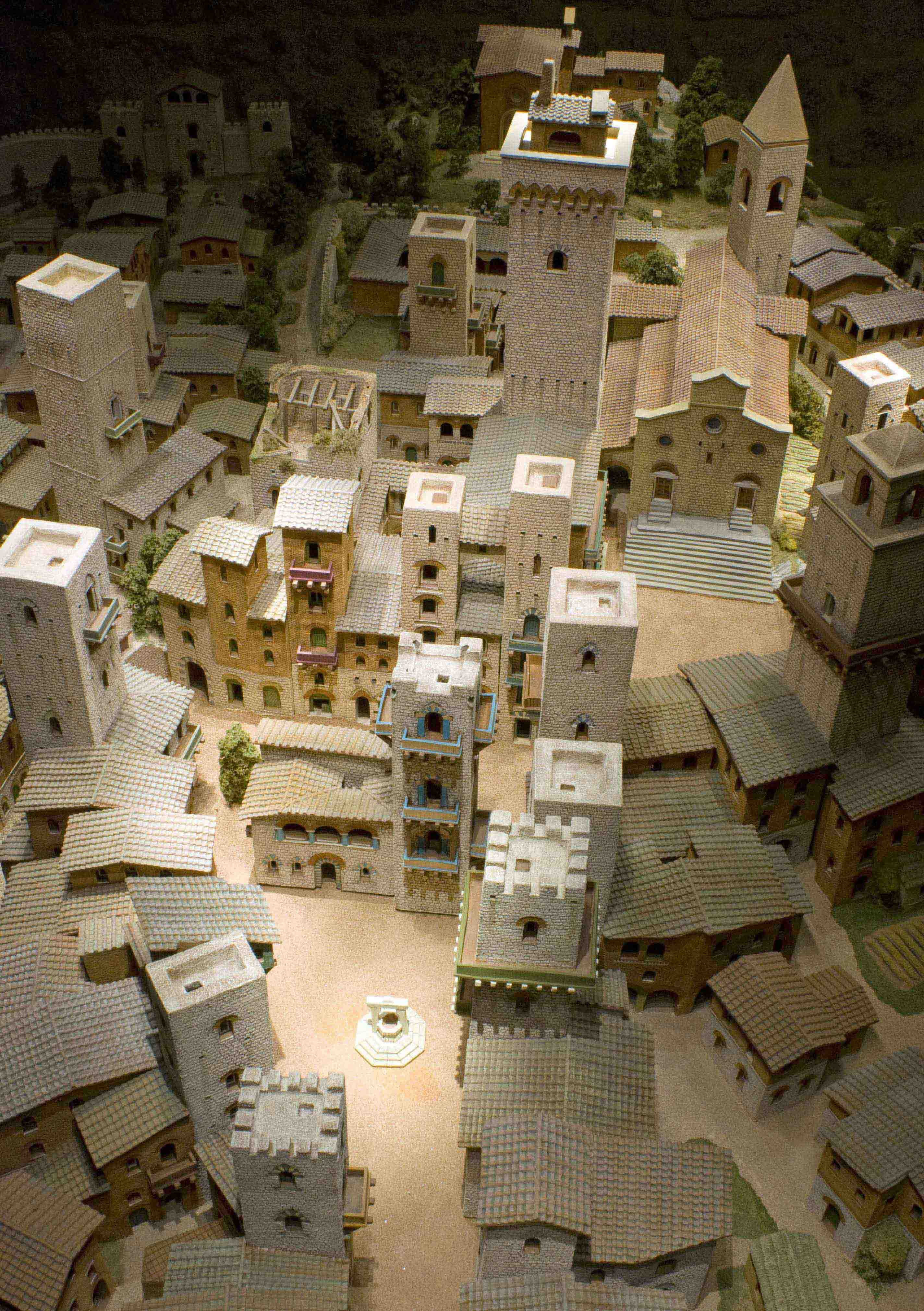
SanGimignano1300

Der Rundgang ist in zehn unterschiedliche Ausstellungsbereiche unterteilt. Unter anderem wird die mittelalterliche Pilgerstraße, besser bekannt als „Via Francigena“, ausführlich erklärt. Weiterhin findet sich eine Reproduktion der Stadt San Gimignano, wie sie im 13. Jahrhundert gewesen ist, im Maßstab 1:100, vollständig von Hand modelliert in bemalter Terrakotta. In einigen Schaukästen sieht man von Hand geformte Skulpturen (detailgetreue Nachbildungen), die das mittelalterliche Stadt- und Landleben und die damaligen Berufe und Handwerkskünste darstellen.
Von hohem künstlerischen Wert ist eine dreidimensionale Nachbildung einiger Ausschnitte des berühmten Fresko des Künstlers Memmo di Filipuccio, welches er im „Palazzo del Podestà“ in San Gimignano zu Beginn des vierzehnten Jahrhunderts realisiert hat. Mit diesem Gemälde gab Filippuccio einen detaillierten Einblick in die Gesellschaft der freien Stadt von San Gimignano.

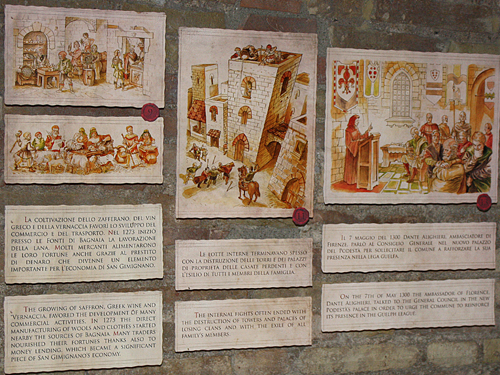
Testimoni del Tempo (Zeitzeugen)

Die Nachbildung des Klosters des Heiligen Franziskus, welches außerhalb der Stadtmauern von San Gimignano stand und im 16. Jahrhundert vollständig zerstört wurde, um die Befestigung der Stadt weiter ausbauen zu können, wurde im Januar 2011 eingeweiht. Der historische Rundgang wird durch eine Reihe von Aquarellen vervollständigt, realisiert von Enrico Guerrini, die wichtige geschichtliche Begebenheiten der Region und der Stadt San Gimignano darstellen, von den Etruskern bis in die heutige Zeit.

## Auszeichnungen
Das Museum wurde 2011 von der italienischen UNESCO-Kommission als „Weltkulturerbe“ unter die Schutzherrschaft der UNESCO gestellt als Anerkennung für den hohen pädagogischen Wert des Bildungs- und Kulturangebotes.